# Эберле, Кристоф
Кристоф Эберле (нем. Christoph Eberle; род. 1959, Хиттизау, Форарльберг) — австрийский дирижёр.

## Биография
Кристоф Эберле учился в земельной консерватории Форарльберга как кларнетист, затем занимался дирижированием в Венской Академии музыки под руководством Отмара Суитнера. Дебютировал как дирижёр в 1986 г. с Венским камерным оркестром. В 1988—2005 гг. возглавлял Симфонический оркестр Форарльберга и камерный оркестр «Camerata Bregenz», записав с этими двумя коллективами ряд произведений Бетховена, Брамса, Малера, Прокофьева и др. В 1999—2003 одновременно руководил Венским камерным оркестром, а в 2004—2006 был музыкальным директором театра земли Зальцбург. С 1989 г. также выступает как оперный дирижёр в театрах Германии и Австрии; наибольшее признание получила его работа с операми «Женитьба Фигаро» Моцарта и «Гензель и Гретель» Энгельберта Хумпердинка.